# South Haven (Minnesota)
South Haven è un comune degli Stati Uniti d'America, situato nello Stato del Minnesota, nella contea di Wright.